# 萊昂鎮區 (密蘇里州諾克斯縣)
萊昂鎮區（英語：Lyon Township）是位於美國密蘇里州諾克斯縣的一個行政鎮區。

## 地方資料
萊昂鎮區的面積為146.36平方千米，當中陸地面積為145.43平方千米，而水域面積為0.93平方千米。根據2020年美國人口普查的數據，當地共有人口464人，而人口密度為每平方千米3.17人。